# Hootenanny
Hootenanny è il secondo album del gruppo americano The Replacements. Fu registrato ai Blackberry Way Studios di Minneapolis, Minnesota e presso il magazzino Stark/Mudge Mobile Unit a Brooklyn Center, Roseville, Minnesota (o come scritto nelle note all'interno del libretto "at a warehouse in some godawful suburb north of Mpls" - "un magazzino in un atroce sobborgo a nord di Minneapolis"). Fu pubblicato il 29 aprile 1983.
La copertina è un omaggio alla compilation pubblicata dalla Crestview Records nel 1963, intitolata appunto Hootenanny, che raccoglieva diversi artisti folk dell'epoca.
Il testo della canzone Lovelines fu preso parola per parola dalla sezione di annunci personali ed economici del quarto volume, numero settantanove del giornale di Minneapolis City Page del 13 ottobre 1982.
La canzone surf strumentale Buck Hill prende il nome da una piccola località sciistica a Burnsville, Minnesota che si trova a pochi kilometri a sud di Minneapolis.
Paul Westerberg suona tutti gli strumenti in Within Your Reach; la canzone fu anche utilizzata nella colonna sonora del film di Cameron Crowe Non per soldi...ma per amore.
Mr. Whirly è una pseudo-cover/parodia della canzone dei Beatles Oh! Darling (con le battute iniziali di Strawberry Fields Forever); sulla copertina del disco viene indicata appunto come Mr. Whirly (mostly stolen), ovvero "per lo più rubata".
La traccia iniziale "Hootenanny" vede i componenti della band invertirsi i ruoli: Chris Mars e Tommy Stinson sono alle chitarre, Bob Stinson al basso e Paul Westerberg alla batteria.
Il 22 aprile 2008 è stata pubblicata dalla Rhino Entertainment una versione rimasterizzata con 7 tracce aggiuntive inedite.

## Tracce
Tutte le canzoni sono state scritte da Paul Westerberg tranne dove indicato:
1. Hootenanny – 1:52 (Westerberg, Bob Stinson, Tommy Stinson, Chris Mars)
2. Run It - 1:11 (Westerberg, Mars)
3. Color Me Impressed – 2:25
4. Willpower – 4:22
5. Take Me Down to the Hospital – 3:47
6. Mr. Whirly (mostly stolen) – 1:53
7. Within Your Reach – 4:24
8. Buck Hill – 2:09 (Westerberg, Stinson, Mars)
9. Lovelines – 2:01 (Westerberg, Stinson, Stinson, Mars, C.P. Readers)
10. You Lose – 1:41 (Westerberg, Stinson, Stinson, Mars)
11. Hayday – 2:06
12. Treatment Bound – 3:16

### Tracce bonus della ristampa del 2008
1. Lookin' for Ya - 1:57
2. Junior's Got a Gun (Outtake - Rough Mix) - 2:08
3. Ain't No Crime (Outtake) - 1:15
4. Johnny Fast (Outtake - Rough Mix) - 2:28
5. Treatment Bound (Alternate Version) - 3:15
6. Lovelines (Alternate Vocal) - 2:05
7. Bad Worker (Solo Home Demo) - 4:14

## Formazione
- Paul Westerberg - voce, chitarra
- Bob Stinson - chitarra
- Tommy Stinson - basso
- Chris Mars - batteria